# 劇場版 排球少年！！ VS 小巨人
《劇場版 排球少年！！ VS 小巨人》，是即將上映的日本動畫電影，改編自古館春一創作的漫畫《排球少年！！》，由滿仲勸編劇及執導。

## 登場角色
| 角色           | 配音員   | 備註     |
| 主要角色       | 主要角色 | 主要角色 |
| -------------- | -------- | -------- |
| 日向翔陽       | 村瀨步   |          |
| 影山飛雄       | 石川界人 |          |
| 孤爪研磨       | 梶裕貴   |          |
| 黑尾鐵朗       | 中村悠一 |          |
| 稻荷崎高中     |          |          |
| 宮侑           | 宮野真守 |          |
| 宮治           | 株元英彰 |          |
| 青葉城西高中   |          |          |
| 及川徹         | 浪川大輔 |          |
| 伊達工業高中   |          |          |
| 青根高伸       | 松川裕輝 |          |
| 白鳥澤學園高中 |          |          |
| 牛島若利       | 竹內良太 |          |
| 和久谷南高中   |          |          |
| 中島猛         | 阿部敦   |          |
| 條善寺高中     |          |          |
| 照島遊兒       | 江口拓也 |          |

## 製作及發行
2022年8月13日，宣布製作完全新作劇場版二部曲《排球少年！！ FINAL》。2025年3月2日，宣布製作《劇場版 排球少年！！ 垃圾場的決戰》的續作《劇場版 排球少年！！ VS 小巨人》，同樣由滿仲勸編劇及執導。

### 製作人員
- 原作：古館春一《排球少年！！》
- 導演、劇本：滿仲勸
- 動畫製作：Production I.G
- 製作委員會：東寶、集英社、MBS、電通、Production I.G、SME、movic
- 發行商：東寶

## 外部連結
- 官方網站（日語）
- 互联网电影数据库（IMDb）上《劇場版 排球少年！！ VS 小巨人》的资料（英文）